# Liste des monuments historiques protégés en 1866
Cet article recense les monuments historiques français classés en 1866.

## Protections
| Édifice         | Commune | Département      | Région           | Protection | Base Mérimée                         | Coordonnées                        | Image |
| --------------- | ------- | ---------------- | ---------------- | ---------- | ------------------------------------ | ---------------------------------- | ----- |
| Château d'Oudon | Oudon   | Loire-Atlantique | Pays de la Loire | classé     | « PA00108764 », notice no PA00108764 | 47° 21′ 19″ nord, 1° 16′ 16″ ouest |       |